# Арська група військ
А́рська гру́па військ — тимчасовий радянський військовий підрозділ Східного фронту в роки Громадянської війни в Росії.
Група створена в серпні 1918 року для придушення кулацько-есерівських повстань, чехословаків та білогвардійців, які захопили місто Казань. Основою групи став 19-й Уральський полк, сформований у В'ятці та який брав участь у придушенні повстання Степанова в Уржумському та Нолінському повітах В'ятської губернії. Командиром підрозділу був В. М. Азін, на честь якого вся група й була названа.
У вересні 1918 року група брала участь у звільненні Казані. Нараховувала 3,5 штиків, 300 шабель та 14 гармат. В кінці вересня була включена в склад 2-ї армії Східного фронту як 2-га вільна дивізія. Комдивом був назначений той же В. М. Азін.